# Уотерфорд (тауншип, Миннесота)
Уотерфорд (англ. Waterford) — тауншип в округе Дакота, Миннесота, США. На 2000 год его население составило 517 человек.

## География
По данным Бюро переписи населения США площадь тауншипа составляет 38,2 км², из которых 38,2 км² занимает суша, водоёмов нет.

## Демография
По данным переписи населения 2000 года здесь находились 517 человек, 193 домохозяйства и 152 семьи.  Плотность населения —  13,5 чел./км².  На территории тауншипа расположено 196 построек со средней плотностью 5,1 построек на один квадратный километр. Расовый состав населения: 99,03 % белых, 0,19 % афроамериканцев, 0,58 % — других рас США и 0,19 % приходится на две или более других рас. Испанцы или латиноамериканцы любой расы составляли 0,58 % от популяции тауншипа.
Из 193 домохозяйств в 35,2 % воспитывались дети до 18 лет, в 65,3 % проживали супружеские пары, в 7,8 % проживали незамужние женщины и в 21,2 % домохозяйств проживали несемейные люди. 17,6 % домохозяйств состояли из одного человека, при том 8,8 % из — одиноких пожилых людей старше 65 лет. Средний размер домохозяйства — 2,68, а семьи — 3,01 человека.
25,7 % населения — младше 18 лет, 7,4 % — в возрасте от 18 до 24 лет, 28,0 % — от 25 до 44, 26,7 % — от 45 до 64, и 12,2 % — старше 65 лет. Средний возраст — 39 лет. На каждые 100 женщин приходилось 99,6 мужчин.  На каждые 100 женщин старше 18 приходилось 103,2 мужчин.
Средний годовой доход домохозяйства составлял 51 563 доллара, а средний годовой доход семьи —  56 875 долларов. Средний доход мужчин —  42 589  долларов, в то время как у женщин — 29 318. Доход на душу населения составил 22 570 долларов. За чертой бедности не находилась ни одна семья и 1,4 % всего населения тауншипа.